# Рош, Эдуард Альбер
Эдуа́р Альбе́р Рош (фр. Édouard Albert Roche; 17 октября 1820, Монпелье — 8 апреля 1883) — французский астроном, математик, наиболее известный своими работами в области небесной механики.

## Биография
Родился в Монпелье, городе на юге Франции. Окончил Университет Монпелье, после окончания в 1844 году преподавал там же, с 1849 года — профессор математики и астрономии. В 1849 году был приглашён Домеником Франсуа Араго в Парижскую обсерваторию, в которой, однако, проработал недолго — до 1852 года, после чего вернулся в Университет Монпелье, где занял кафедру математики. С 1873 года — член-корреспондент Французской Академии наук.

## Научная деятельность
В 1848 году — исследования условий равновесия спутника, определение предела Роша и научное объяснение формирования колец Сатурна.
В 1849—1851 годах исследовал строение жидких тел вращения с учетом воздействия как внутренних сил, так и внешних. Результат — Модель Роша, которая хорошо описывает распределение плотности в звёздах, а также поведение и взаимодействие тесных двойных звёзд (см. Полость Роша).
В 1853 году изучал форму кометных оболочек и дал правильные объяснения (до открытия эффекта давления света).
В 1873 году впервые дал математические обоснование Небулярной гипотезы Лапласа, детально рассмотрел процесс формирования планет, спутников, астероидов.

## Память
В 1970 году Международный астрономический союз присвоил имя Роша кратеру на обратной стороне Луны,  В 1973 году — кратеру на Фобосе.